# 道の駅伊方きらら館
道の駅伊方きらら館（みちのえき いかたきららかん）は、愛媛県西宇和郡伊方町にある国道197号の道の駅である。
伊方発電所（伊方原子力発電所）ビジターハウスと渡り廊下でつながっている。

## 施設
- 駐車場
  - 普通車：43台
  - 大型車：4台
  - 身障者用：1台
  - EVスタンド
- トイレ
  - 男：10器
  - 女：9器
  - 身障者用：2器
- 公衆電話
- 情報コーナー
- 販売所 1階
- サイクルステーション 1階
- ふれあい水槽 1階
- きららアクアリウム (バーチャル水族館) 2階
- 休憩所 3階 渡り廊下がある
- 展望台（屋上）

## 休館日
- 年末年始

## アクセス
- 国道197号（佐田岬メロディーライン） - 登録路線

## 周辺
- 室ノ鼻公園
- 黒島
- 烏島